# 小谷城之戰
小谷城之戰是天正元年（1573年）織田氏與淺井氏在近江國小谷城所爆發的戰爭。結果織田軍以壓倒性的軍勢攻佔小谷城，淺井氏滅亡告終。

## 背景
從元龜元年（1570年）的金崎之戰後，淺井、織田兩家急遽交惡，曾爆發姊川之戰、志賀之陣等戰事，淺井家的橫山城、佐和山城等地被織田家拿下，堀秀村、宮部繼潤、磯野員昌、小川祐忠、豬飼昇貞等家臣投降織田家，天正元年（1573年）7月，織田信長攻陷足利義昭的槙島城後，身為將軍的足利義昭被織田信長放逐（槙島城之戰）。為防備織田信長的來襲，淺井長政在山本山城附近築壘，並任命安養寺氏種為守將，派遣熊谷忠兵衛尉入駐今西村增加防備。
但8月時，淺井家臣山本山城城主阿閉貞征，見織田家勢大，便透過留守在虎御前山的織田家木下藤吉郎倒戈織田家後，結果鄰近的安養寺、熊谷趕緊將此事通報淺井長政，木下藤吉郎為呼應阿閉貞征，也出兵7百逼近安養寺村，安養寺氏種以4百兵力反擊，卻不敵退入城中，因為安養寺村西方是湖、北面是沼地，不易進攻，因此秀吉決定引蛇出洞，趁安樣寺氏種再度派2百人出城攻擊時，秀吉軍將之引至三町外才擊潰，隨後拿下安養寺村。阿閉貞征倒戈後，雲雀山城城主淺見景親也表態投降織田家。但阿閉貞征的背叛，使他送往淺井家作為人質的十歲兒子遭到淺井方的殺害。
因此織田信長8月8日決定出兵攻打北近江的淺井家領地，兵力數量有9萬5千、6萬、3萬等說法，織田軍隨即包圍了淺井家的月瀨城，8月9日晚間，月瀨城主月瀨忠清便開城降伏，月瀨忠清率領城兵逃入小谷城。
為抵抗織田家的侵襲，淺井長政派遣使者前往越前國，央求盟友朝倉義景發兵救援，儘管朝倉景鏡跟魚住景固等朝倉家臣反對出兵，但朝倉義景仍決定救援淺井家，先派山崎吉家跟河合吉統率領3千人進入湖西，隨後親率2萬兵馬南下馳援，朝倉軍在小谷城附近的余吳、木之本、田部山佈陣。
而織田信長也將本陣設置在小谷城西南方的虎御前山，丹羽長秀跟瀧川一益進入雲雀山城，柴田勝家、佐久間信盛、木下藤吉郎、不破光治、前田利家、淺井政貞、丸毛長照、塚本小大膳布陣在大寄村西方，稻葉一鐵也率領1千人在高月鄉監視朝倉義景。
淺井長政率淺井井規跟赤尾清綱試圖攻打雲雀山城，但因為丹羽長秀跟瀧川一益協防而不果，織田軍的佐佐成政、前田利家跟不破光治也率軍來戰，擊破了淺井長政本陣。淺井長政率軍回師時，又遭到柴田勝家跟木下藤吉郎的追擊，總共損失了3百名士兵。
淺井久政先前為防備織田軍，在大嶽山麓新築燒尾城增強防禦力，但城將淺見道西透過阿閉貞征投降織田家，引領織田軍攻擊大嶽城，織田信長便開始對朝倉軍陣營發動攻勢，再拿下大嶽、丁野兩城後，朝倉義景決定撤回越前，結果被織田信長識破，伺機揮師追擊，在刀根山大敗朝倉軍，啣尾追入越前國攻下一乘谷城，迫死朝倉義景，消滅了朝倉家。（一乘谷城之戰）

## 戰況
織田信長消滅朝倉家後，在8月27日回師屯於虎御前山再度進攻小谷城，當時小谷城內淺井長政居於本丸，淺井久政居於小丸，木下藤吉郎作為織田軍的先鋒攻入小谷城的京極丸，京極丸位居本丸跟小丸之間，木下藤吉郎一舉拿下京極丸，等若切斷淺井父子間的聯繫。
京極丸被木下藤吉郎攻奪後，淺井政元、淺井井規跟大野木秀俊、三田村國定等淺井家臣紛紛透過木下藤吉郎向織田信長請降，木下藤吉郎在淺井父子間選擇先去包圍父親淺井久政的小丸，在織田軍攻擊下，小丸的淺井軍或死或傷或散離，最後淺井久政決意自盡，在招來側近淺井惟安跟知名舞手鶴松大夫設宴告別後切腹，並由鶴松大夫介錯，鶴松大夫跟淺井惟安也隨後切腹自盡，木下藤吉郎便將淺井久政的首級送往虎御前山讓織田信長檢視。
隔日，織田軍發動總攻擊，織田信長親率大軍進入京極丸，領兵包圍淺井長政所在的本丸，淺井長政自知沒有戰勝希望，遂將正室阿市以及三名女兒送到織田家，阿市雖有意跟淺井長政同死，但長政拒絕堅持將阿市送出城外。織田信長在接回自己的妹妹阿市後，仍有意勸降淺井長政，因此派不破光治進城當說客，甚至許諾未來將封給他大和國當領土，但淺井長政卻堅持不降，並在9月1日親自領120人出陣，在織田軍圍攻下拼命衝殺至筋疲力盡後，進入赤尾清綱的居宅切腹，由家臣木村太郎次郎介錯，小谷城失陷。

## 戰後
小谷城淪陷後，其弟淺井政之跟重臣赤尾清綱被捕後雙雙被殺，但赤尾清綱之子赤尾清冬願意為父代死，織田信長賞識其忠義，饒過他一命。織田信長也認為淺井家的降將淺井政元、淺井井規、大野木秀俊、三田村國定、淺見道西等人對主不忠，除了淺見道西是沒收領地放逐之外，其餘四人全被誅殺。
而淺井長政年僅10歲的遺兒淺井萬福丸在9月3日在近江木之本一帶被木下藤吉郎捕獲，於10月17日被帶至關原處以磔刑，淺井久政跟淺井長政父子的首級也被送往京都獄門示眾。
淺井家滅亡後，織田信長將北近江小谷城封給立有大功的木下藤吉郎，領地石高約12萬石，最早舉長比、苅安兩處城砦投效織田家的堀秀村，則穫得坂田郡6萬石，山本山城主阿閉貞征穫得伊香郡2萬5千石，磯野員昌穫得高島郡6萬石，封為新莊城主。
淺井久政、淺井長政父子跟朝倉義景的首級，也在天正二年（1574年）正月，織田信長於岐阜城在賀年酒宴後，在招待馬迴眾的內宴上，三人的首級被做成金漆的薄濃安置在白木台上拿出展示。